# Agiatis
Agiatis, död 224 f.Kr., var en drottning av Sparta. Hon var gift med Agis IV av Sparta (r. 244-241) och Kleomenes III av Sparta (r. 235-222). 
Agiatis beskrivs som en skönhet och ska ha haft en enskild privat förmögenhet. Hon var först gift med Agis IV, vars reformprogram hon aktivt stödde. Efter sin första makes död tvingades hon av den andra kungen, Leonidas, att gifta sig med dennes son och efterträdare Kleomenes. När Kleomenes 235 kom på tronen, lyckades Agiatis få honom att förändra sina politiska åsikter och övertala honom att genomföra det sociala reformprogram hon och hennes förste make hade arbetat för. Agiatis avled år 224. Två år efter hennes död avsattes Kleomenes och det reformer hon fått honom att genomföra återtogs. 